# Теодор Алексић од Мајне
Теодор Алексић од Мајне (Палермо, Италија, 11. мај 1825 — Нови Сад, 7. октобар 1891) је био аустријски генерал-мајор српског порекла.

## Биографија
Последњи је мушки потомак чувене српске војничке породице, син аустријског подмаршала Јована. Оженио се 1858. Анастасијом, ћерком Јована Обреновића. По завршетку Војне академије од 1844. у чину поручника, а од 1847. као натпоручник службује код дон Мигуелаца у Петроварадину. Током Револуције 1848. ратује у 49. линијској регименти неко време у Ердељу. У чину капетана II класе 1. јула 1849. прекомандован је у Шајкашки батаљон. У току 1858. ратyје у Италији и у бици код Солферина јyна 1859. бива рањен а 1. авгyста исте године добија чин капетана I класе. Након опоравка одређен је за компанијског заповедника у Жабљу. Као мајор 1862. премештен је у Беч за крилног ађутанта цара Франца Јозефа. Као пуковник 1866. прекомандован је за заповедника граничарске Слуњске пуковније у Горњи Карловац, затим у Дубровник, а потом у Котор. У чину генерал-мајора 1869. службовао као бригадир у Грацу. Због болести је пензионисан 1870, потом га поново активирају 1871. и исте године због тешке болести напушта војну службу и настањује се у Новом Садy.
Истакао се у бици код Коморана, те је одликован орденом Гвоздене круне III степена. Носилац је пруског ордена Круне, црногорског Даниловог ордена II степена и насауског Витешког крста с мачевима.
Сахрањен је на Успенском гробљу у Новом Саду.